# أولاد سي بولغيت (سيدي عيسى بن سليمان)
أولاد سي بولغيت هي إحدى مشيخات المملكة المغربية، تتبع جغرافيا لإقليم قلعة السراغنة وإداريًا لسيدي عيسى بن سليمان. يقدر عدد سكانها بـ 3485 نسمة حسب الإحصاء الرسمي للسكان والسكنى لسنة 2004.